# Плоскость Молтона

Плоскость Молтона. Прямые, идущие вниз и вправо, преломляются, пересекаясь с осью.

Плоскость Молтона — пример аффинной плоскости, в которой не выполняется теорема Дезарга.
Названа в честь американского астронома Фореста Рэя Молтона.

## Описание
За множество точек плоскости Молтона принимается вещественная плоскость {\displaystyle \mathbb {R} ^{2}}.
Прямыми считаются вертикальные прямые, определяемые уравнением {\displaystyle x=a}, прямые с неотрицательным угловым коэффициентом, то есть графики {\displaystyle y=k\cdot x+b} при {\displaystyle k\geq 0},
а также графики {\displaystyle y=\min\{\,k\cdot x,2\cdot k\cdot x\,\}+b} при {\displaystyle k<0}.

### Замечание
- По построенной аффинной плоскости можно построить проективную плоскость, добавив по точке для каждого пучка параллельных прямых. В этой плоскости выполняются основные аксиомы проективной плоскости, но не выполняется аксиома Дезарга.